# Aleksandar Vučić
Aleksandar Vučić (født 5. marts 1970 i Beograd) er den nuværende præsident i Serbien.